# Setu (Setu)
Setu is een bestuurslaag in het regentschap Tangerang Selatan van de provincie Banten, Indonesië. Setu telt 11.937 inwoners (volkstelling 2010).